# Episodi di Un ciclone in convento (diciottesima stagione)
La diciottesima stagione di Un ciclone in convento è stata trasmessa in prima visione assoluta sul canale tedesco Das Erste dal 26 marzo al 9 luglio 2019.
In Italia è stata trasmessa in prima visione assoluta su Rai 2  dal 4 aprile al 3 maggio 2020.
| nº | Titolo originale           | Titolo italiano         | Prima TV originale | Prima TV Italia | Telespettatori | Share |
| -- | -------------------------- | ----------------------- | ------------------ | --------------- | -------------- | ----- |
| 1  | Dunkle Wolken              | Nubi nere               | 26 marzo 2019      | 4 aprile 2020   | 733.000        | 4,46% |
| 2  | Ausgebüxt                  | L'allevamento di alpaca | 9 aprile 2019      | 11 aprile 2020  | 449.000        | 4,13% |
| 3  | Außenseiter                | Amore complicato        | 16 aprile 2019     | 11 aprile 2020  | 677.000        | 4,20% |
| 4  | Der Schatz von Kaltenthal  | Il tesoro di Kaltenthal | 30 aprile 2019     | 13 aprile 2020  | 443.000        | 3,53% |
| 5  | Späte Versöhnung           | Il padre ritrovato      | 14 maggio 2019     | 13 aprile 2020  | 757.000        | 4,52% |
| 6  | Liebe auf Bewährung        | Un'equa chance          | 21 maggio 2019     | 18 aprile 2020  | 338.000        | 3,15% |
| 7  | Zeichen der Zeit           | Un nemico comune        | 28 maggio 2019     | 18 aprile 2020  | 691.000        | 4,37% |
| 8  | Wunderheiler               | L’ultima occasione      | 4 giugno 2019      | 19 aprile 2020  | 703.000        | 3,92% |
| 9  | Torschusspanik             | Sindaci rivali          | 11 giugno 2019     | 25 aprile 2020  | 585.000        | 3,66% |
| 10 | Hannas Entführung          | Un uomo disperato       | 18 giugno 2019     | 26 aprile 2020  | 609.000        | 3,46% |
| 11 | Doppelgängerin             | La sosia                | 25 giugno 2019     | 2 maggio 2020   | 427.000        | 4,12% |
| 12 | Liebe geht durch den Magen | Tutti in ospedale       | 2 luglio 2019      | 2 maggio 2020   | 756.000        | 4,91% |
| 13 | Zweite Chance              | Seconda occasione       | 9 luglio 2019      | 3 maggio 2020   | 663.000        | 3,89% |

## Nubi nere
- Titolo originale: Dunkle Wolken

### Trama
Mentre le suore sono indaffarate a mettere in piedi il negozio di frutta e verdura, al convento si fanno le prove per il matrimonio fra Jessy e Nick. Le nozze sembrano naufragare quando Robert, lo zio di Nick, afferma di aver conosciuto Jessy quando faceva la escort. Fortunatamente, le spiegazioni di Jessy, riescono a ristabilire la situazione.

## L'allevamento di alpaca
- Titolo originale: Ausgebüxt

### Trama
Le suore sono ancora scosse per la tempesta. Agnes è sicura che sia stato il segnale dell'inizio della fine del mondo e accumula scorte di cibo. Wöller ha un nuovo progetto, vuole fare di un ex bunker dalla Seconda Guerra Mondiale un resort di lusso. Ma il bunker si trova sotto il bosco del monastero e quindi è di proprietà dell'Ordine.

## Amore complicato
- Titolo originale: Außenseiter

### Trama
Hanna riceve al convento la visita di Lucia Weidner e sua figlia Noemi,  di cui Lela le aveva già parlato, a proposito del problema di trovare una nuova scuola per la bambina che ha delle allergie alimentari. Lei assicura a Lucia che le troverà un'altra scuola, ma la ragazza dice di avere un altro problema. Un suo amico, Matthias Strobl, con il quale ha un legame sentimentale, è stato licenziato da Wöller a causa sua.

## Il tesoro di Kaltenthal
- Titolo originale: Der Schatz von Kaltenthal

### Trama
Quando a Kaltenthal si sparge la voce che un milionario ha indetto una caccia al tesoro con un premio di un milione di euro, Detlev, un ingegnere a cui il municipio ha affidato la realizzazione del nuovo sito web e a cui la tempesta ha causato ingenti danni al cantiere della sua nuova casa, si mette spasmodicamente a cercare le tracce del fantomatico tesoro.

## Il padre ritrovato
- Titolo originale: Späte Versöhnung

### Trama
Le suore, costrette a lasciare il convento perché sembra che il campanile sia pericolante, si sono sistemate a casa del sindaco Wöller, anche perché Hanna pensa che dietro lo sgombero ci sia il suo zampino. Tutto è avvenuto così in fretta, che la superiora non è stata neanche avvertita. Scopre la cosa da una telefonata al convento e va subito a parlare con il sindaco.

## Un'equa chance
- Titolo originale: Liebe auf Bewährung

### Trama
Tom, fidanzato con Carolin, una assistente sociale che lavora in un penitenziario, ottiene la libertà condizionale, ma trova molte difficoltà a trovare un lavoro a causa dei suoi precedenti penali. Persino il sindaco Wöller mostra di avere dei pregiudizi e, quando indice una bando per dei lavori da effettuare in municipio, lo boicotta.

## Un nemico comune
- Titolo originale: Zeichen der Zeit

### Trama
Il convento Kaltenthal sta per essere venduto, ma non si sa chi siano gli acquirenti e sorella Hanna promette alle sue consorelle che chiederà informazioni alla reverenda madre. Al convento arriva il signor Jenfelder, l'idraulico e chiede a sorella Hanna di parlare con lei. Le spiega che la signora Schaller sua amica, vedova con un figlio, è stata sfrattata da casa sua e la prega di parlare con Wöller.

## L'ultima occasione
- Titolo originale: Wunderheiler

### Trama
A Gertrud, la madre di Hanna, viene diagnosticato un tumore al seno. La donna, si rivolge al dottor Stadlmeier, un medico naturopata, il quale la convince a non sottoporsi ad un intervento chirurgico. Grazie alla complicità di Wöller, Hanna smaschera il presunto guaritore e Gertrud accetta di operarsi.

## Sindaci rivali
- Titolo originale: Torschusspanik

### Trama
In convento sono tutte  preoccupate che la signora Winter le sfratti da un momento all'altro, ma Hanna cerca di calmare gli animi dicendo che Wöller la può aiutare in questa situazione. Infatti lui ha già incaricato Treptow di scoprire qualcosa di strano sulla vita di quella signora,  da potere usare contro di lei, scatenando una campagna denigratoria, con fake news, ricatti e altro.

## Un uomo disperato
- Titolo originale: Hannas Entführung

### Trama
Markus Seibold, il mobiliere che ha fornito a Wöller la presunta sedia ultramillenaria che poi si è schiantata sotto il suo peso, imputa al sindaco il fatto di aver annullato tutti gli altri ordinativi e di essere in condizioni economiche disperate a causa della cattiva reputazione di cui è diventato vittima. Al culmine dello sconforto, l'uomo rapisce Hanna per costringere Wöller a pagargli quanto gli è dovuto.

## La sosia
- Titolo originale: Doppelgängerin

### Trama
Hanna riceve la visita di una ragazza, Andrea Gruber, che le chiede di aiutarla perché il suo fidanzato Michael l'ha lasciata, perché qualcuna che chattava su internet con Lars, amico di Michael, ha mandato come sua foto una foto di Andrea, e quindi il suo ragazzo che lei ha conosciuto su una chat, pensa che lei sia ancora attiva su quella chat, e che lo tradisca.

## Tutti in ospedale
- Titolo originale: Liebe geht durch den Magen

### Trama
Wöller ha organizzato in Municipio una grande cena con notabili e persone di spicco di Kaltenthal, con l'intento di coinvolgere l'interesse della gente sulla città e contro Auingen, nella sua guerra al sindaco Ederer. Del catering si è occupata una ditta gestita da Ludwig e Rena Prechtl. I cibi sembrano molto buoni, ma improvvisamente la gente comincia a stare male, sembrano avvelenati, e come gran parte degli invitati, anche Wöller e Hanna finiscono in ospedale, in due letti vicini, in cui continuano le loro polemiche.

## Seconda occasione
- Titolo originale: Zweite Chance

### Trama
Tobias Müller, un consulente finanziario caduto in disgrazia e che ha lasciato moglie e figlio, viene aiutato da Hanna a recuperare il rapporto con la famiglia. Quando il figlio scopre che, in realtà, suo padre non è l'eroe che immaginava, il tentativo di riavvicinamento sembra naufragare. Ma di nuovo Hanna, riesce a rimettere le cose in carreggiata.